# Liste der Kellergassen in Herrnbaumgarten
Die Liste der Kellergassen in Herrnbaumgarten führt die Kellergassen in der niederösterreichischen Gemeinde Herrnbaumgarten an.
| Foto |                 | Kellergasse                   | Standort                     | Beschreibung |
| ---- | --------------- | ----------------------------- | ---------------------------- | --- |
| ja   | Datei hochladen | Hödlgasse                     | KG: Herrnbaumgarten Standort | Die beidseitige Einzelkellergasse befindet sich in einem Hohlweg nordöstlich außerhalb des Orts. Auf 130 Metern Länge befinden sich 27 Keller in Schildmauerform. Ein Drittel der Keller ist erneuerungsbedürftig.                                                                                         |
| ja   | Datei hochladen | Kellergasse                   | KG: Herrnbaumgarten Standort | Die einseitige Einzelkellergasse befindet sich an einer Geländekante im nordöstlichen Hintaus. Auf 350 Metern Länge befinden sich 36 Gebäude, davon 30 Keller, überwiegend in Schildmauerform. Etwa ein Drittel der Keller ist erneuerungsbedürftig oder verfallen. Die älteste Datierung stammt von 1907. |
| ja   | Datei hochladen | Langer Berg                   | KG: Herrnbaumgarten Standort | Die beidseitige Einzelkellergasse liegt in einem Graben im nördlichen Hintaus. Auf 150 Metern Länge befinden sich 24 Gebäude, davon 19 Keller, fast alle in Schildmauerform. Etwa die Hälfte der Keller ist erneuerungsbedürftig. Die älteste Datierung stammt von 1894.                                   |
| ja   | Datei hochladen | Steinweg                      | KG: Herrnbaumgarten Standort | Die beidseitige Einzelkellergasse liegt in einem Graben am nordwestlichen Ortsrand. Auf 600 Metern Länge befinden sich 57 Gebäude, davon 49 Keller, vorwiegend in Schildmauerform. Etwa die Hälfte der Keller ist erneuerungsbedürftig. Die älteste Datierung stammt von 1929.                             |
| ja   | Datei hochladen | Tiefer Graben (Schindergasse) | KG: Herrnbaumgarten Standort | Die beidseitige Einzelkellergasse liegt in einem tiefen Graben am westlichen Ortsrand. Auf 400 Metern Länge befinden sich 55 Gebäude, davon 51 Keller, fast alle in Schildmauerform. Ein Drittel der Keller ist erneuerungsbedürftig. Die älteste Datierung stammt von 1898.                               |

| Foto:                    | Fotografie der Kellergasse (Gesamtheit). Klicken des Fotos erzeugt eine vergrößerte Ansicht. Daneben finden sich zwei Symbole: \| Weitere Bilder vorhanden \| Das Symbol bedeutet, dass weitere Fotos des Objekts verfügbar sind. Durch Klicken des Symbols werden sie angezeigt. \| \| Eigenes Foto hochladen \| Durch Klicken des Symbols können weitere Fotos des Objekts in das Medienarchiv Wikimedia Commons hochgeladen werden. \| |
| Name:                    | Bezeichnung der Kellergasse |
| Standort:                | Es ist die Katastralgemeinde (KG) angegeben. Durch Aufruf des Links Standort wird die Lage der Kellergasse in verschiedenen Kartenprojekten angezeigt. |
| Beschreibung             | Kurze Beschreibung der Kellergasse |
| Weitere Bilder vorhanden | Das Symbol bedeutet, dass weitere Fotos des Objekts verfügbar sind. Durch Klicken des Symbols werden sie angezeigt. |
| Eigenes Foto hochladen   | Durch Klicken des Symbols können weitere Fotos des Objekts in das Medienarchiv Wikimedia Commons hochgeladen werden. |